# Donderij
Donderij is een straat in Nukerke en Etikhove, deelgemeenten van de Belgische gemeente Maarkedal in de Vlaamse Ardennen. De Donderij is gedeeltelijk een kasseiweg en gedeeltelijk een betonbaan.
De weg is een onderdeel van de zuidelijke verbindingsweg vanuit het centrum van Etikhove naar Louise-Marie.

## Geschiedenis
Het noordelijke stuk van de Donderij is reeds aangeduid op de Ferrariskaart uit de jaren 1770. De kaart toont langs de straat het hof Donderdye. Het zuidelijk rechte stuk werd pas eind 19de eeuw aangelegd.
In 1995 werden de Donderij en in het verlengde de Hof Te Fiennestraat samen met tientallen andere kasseiwegen beschermd als monument.

## Wielrennen
De Donderij wordt soms opgenomen in het parcours van de Vlaamse voorjaarsklassieker in het wielrennen, zoals de Ronde van Vlaanderen. De kasseistrook is zo'n 1500 meter lang.

## Belangrijke punten op deze straat
Bedrijven: Juwelen Flojewelry, Hoeveslagerij De Donderij, Podoloog Bram Michiels, Loonwerken Verhellen. Als u zich op deze weg begeeft kruist u: Mellinkstraat, Boitsbank, Terpoort, Weitstraat, Wolvestraat, Rubberigtsbank en de Vlaamse Ardennenstraat.